# Élection présidentielle de 1991 au Burkina Faso
L'élection présidentielle de 1991 au Burkina Faso a lieu le premier décembre 1991 afin d'élire le président du Burkina Faso. L'élection est boycottée par l'opposition, et le président Blaise Compaoré, arrivé à la tête du pays à la suite d'un coup d'État en 1987, se présente donc sans opposants et l'emporte sans surprise avec 100 % des suffrages, pour une participation d'un peu plus de 27 %,.

## Résultats
| Candidat                  | Candidat                  | Parti                     | Voix      | %     |  |
| ------------------------- | ------------------------- | ------------------------- | --------- | ----- |  |
|                           | Blaise Compaoré           | ODP/MT                    | 750 146   | 100   |  |
|                           |                           |                           |           |       |  |
| Votes valides             | Votes valides             | Votes valides             | 750 146   | 86,42 |  |
| Votes blancs et invalides | Votes blancs et invalides | Votes blancs et invalides | 117 892   | 13,58 |  |
| Total                     | Total                     | Total                     | 868 038   | 100   |  |
| Abstention                | Abstention                | Abstention                | 2 311 015 | 72,70 |  |
| Inscrits/Participation    | Inscrits/Participation    | Inscrits/Participation    | 3 179 053 | 27,30 |  |